# ألبرت برنس (لاعب كرة قدم)
ألبرت برنس (بالإنجليزية: Albert Prince)‏ هو لاعب كرة قدم بريطاني (وحمل سابقاً جنسية المملكة المتحدة لبريطانيا العظمى وأيرلندا) في مركز الهجوم، ولد في 1895 في ستوك أون ترينت في المملكة المتحدة. لعب مع مانشستر يونايتد.